# Kızıleğrek, Merzifon
Kızıleğrek là một xã thuộc huyện Merzifon, tỉnh Amasya, Thổ Nhĩ Kỳ. Dân số thời điểm năm 2010 là 535 người.